# تاس‌ایر
تاس‌ایر (به انگلیسی: Tasair) یک شرکت هواپیمایی با کد یاتا TA است که در ۱۹۶۵ میلادی تأسیس شده‌است. دفتر مرکزی تاس‌ایر در هوبارت، استرالیا واقع شده‌است و قطب این شرکت هواپیمایی در فرودگاه بین‌المللی هوبارت قرار دارد و به ۴ مقصد، پرواز انجام می‌دهد.